# Barre St. Joseph
Barre St. Joseph es una localidad de Santa Lucía, que forma parte del distrito de Castries.